# Stadtkirche Darmstadt

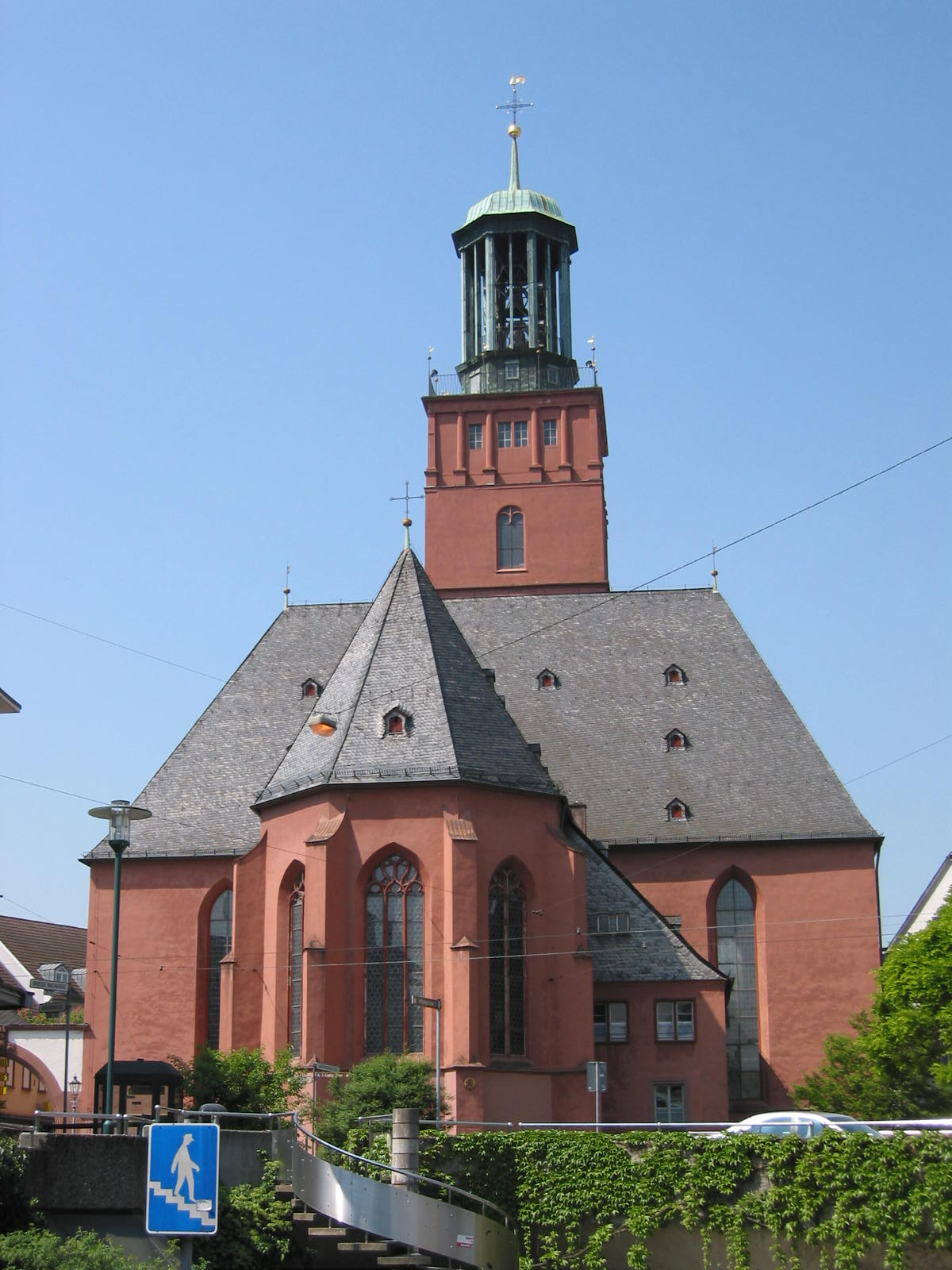
Ansicht der Stadtkirche von Osten (2006)

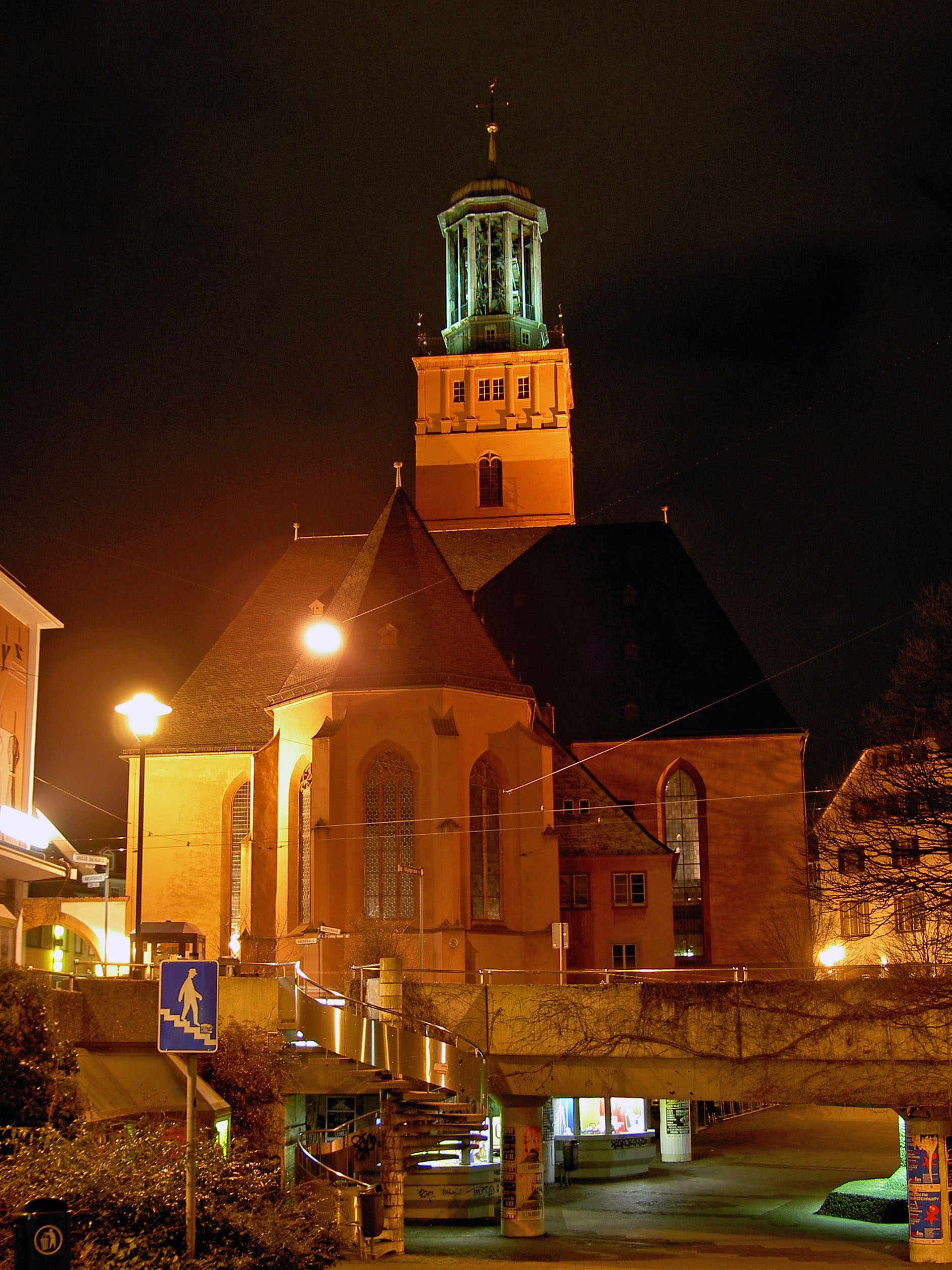
Evangelische Stadtkirche bei Nacht

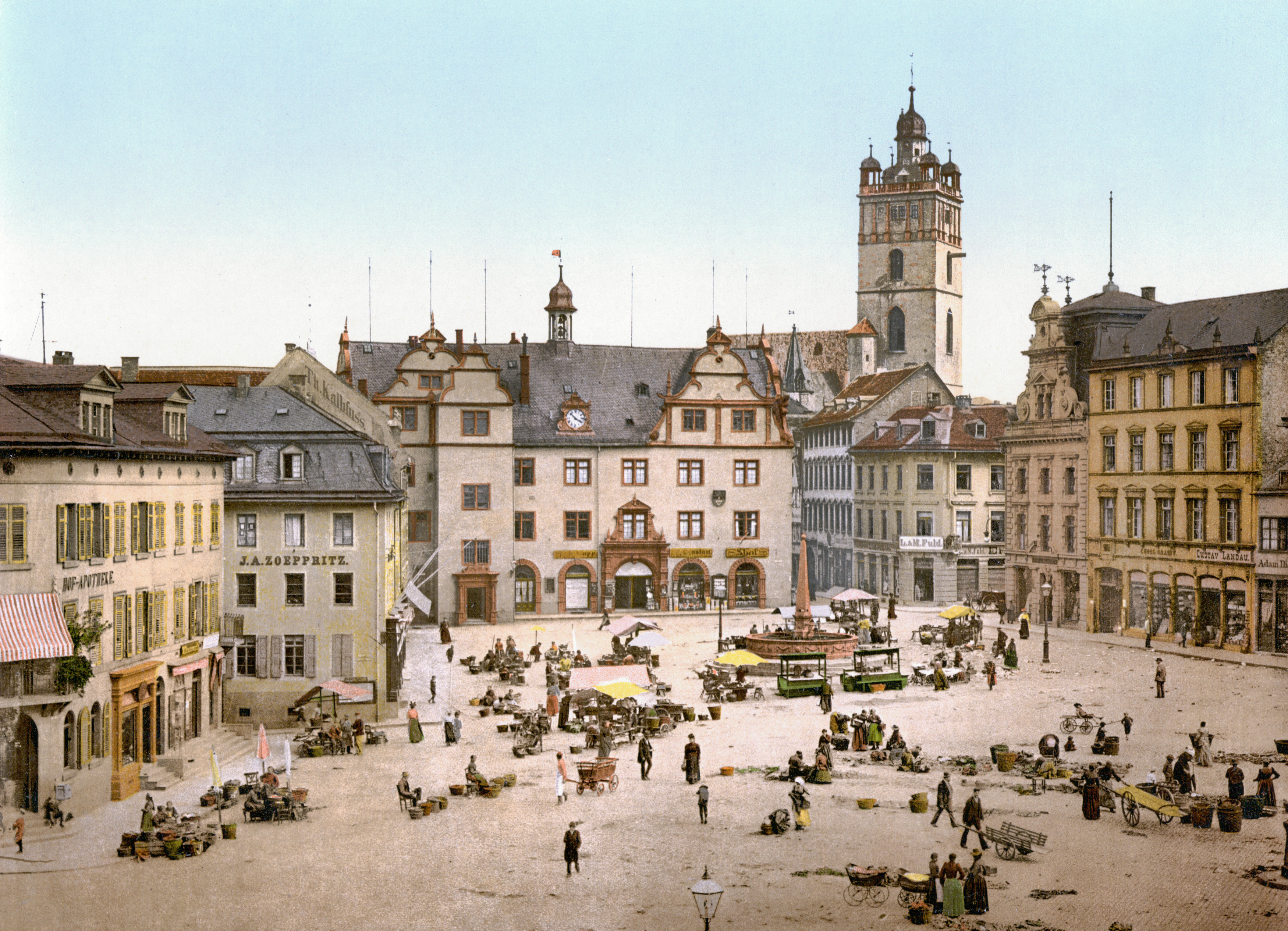
Marktplatz mit Stadtkirche um 1900

Die Stadtkirche Darmstadt ist die evangelische Hauptkirche Darmstadts und eine der Pfarrkirchen der Stadt. Sie ist außerdem das älteste Kirchengebäude der Kernstadt. Die Lilie im Darmstädter Stadtwappen verweist noch heute auf die ursprüngliche Weihe der Kirche an die Jungfrau Maria. 1526 wurde die Kirche im Zuge der Reformation evangelisch-lutherisch konfessioniert. Ihre heutige Baugestalt resultiert aus Umbauten, Erweiterungen und Zerstörungen und spiegelt die Stadtgeschichte wider.

## Lage

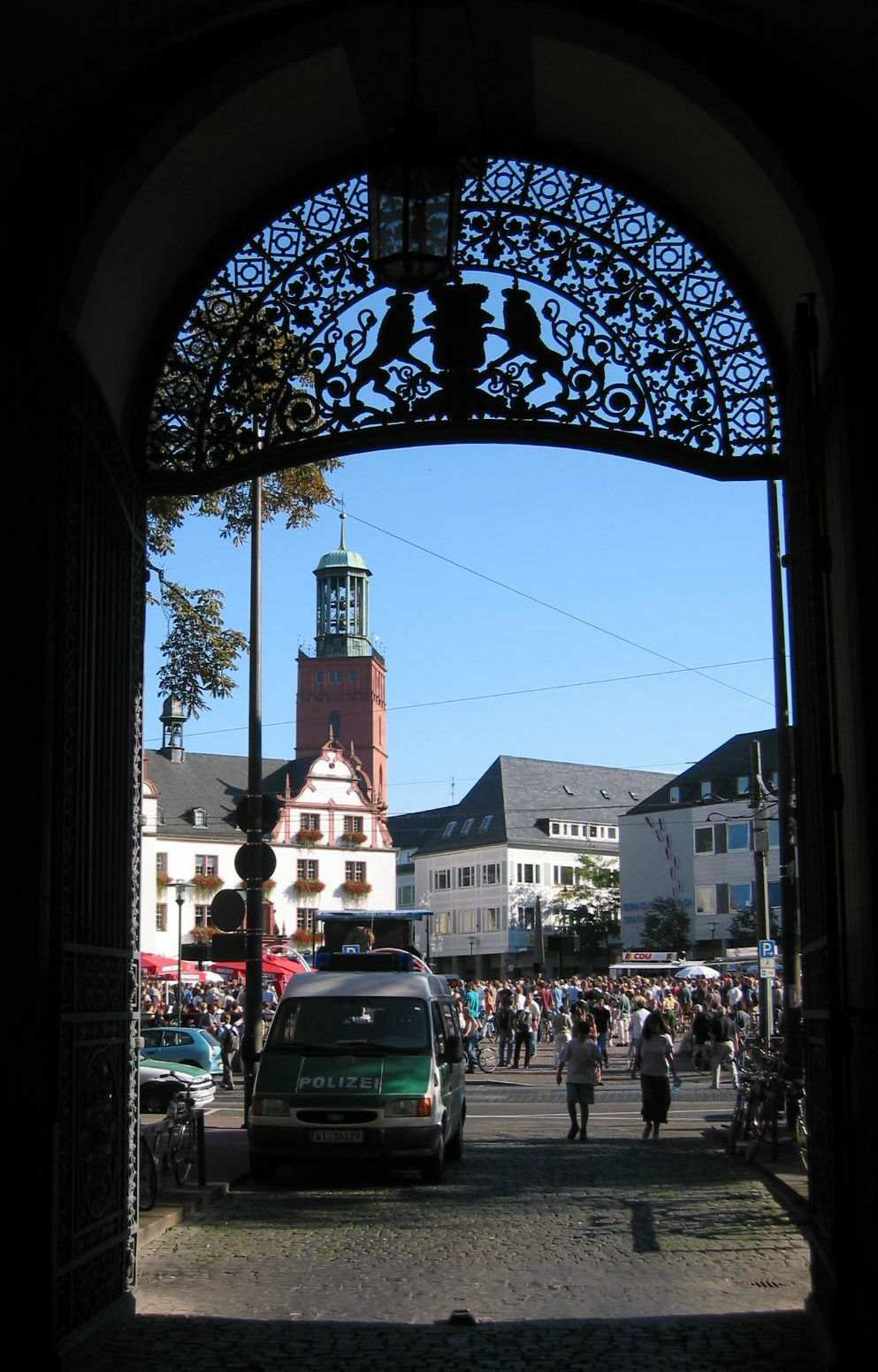
Blick vom Schlossportal über den Markt und das Rathaus zur Stadtkirche

Die Stadtkirche liegt etwa 200 Meter südlich des Darmstädter Schlosses. Durch ihre Lage am City-Ring markiert sie heute das östliche Ende der Darmstädter Fußgängerzone. Der südwestlich des Turmes gelegene Stadtkirchplatz mit zahlreichen Cafés und Restaurants hat sich zu einem kulinarischen Zentrum der Stadt entwickelt.
Der Kirchturm mit seiner heute 63 Meter hohen Turmspitze ist eines der höchsten Bauwerke der Stadt. Er stellt die trigonometrische Mitte Darmstadts dar. Aufgrund ihrer städtebaulichen Lage, die nie darauf ausgelegt war, die Kirche wirkungsvoll in Szene zu setzen, und der Randlage in der Innenstadt ist die Stadtkirche im Stadtbild weniger präsent als Hauptkirchen anderer Städte. Trotzdem beherrscht sie den Stadtkirchplatz und die sogenannte Insel (Große Bachgasse). Ihr Turm ist selbstverständlicher Bestandteil des Blickes vom Schloss auf Marktplatz und Rathaus – ein Motiv, das zahlreiche Postkarten schmückt.

## Bedeutung
Die Stadtkirche ist heute immer noch Hauptkirche der Stadt und Ort zahlreicher Veranstaltungen des Dekanats Darmstadt. Zu diesem Zweck besitzt die Stadtkirchengemeinde auch ein überdurchschnittlich großes Gemeindehaus. Die Bedeutung für die Landeskirche Hessen-Nassau ist jedoch an die Pauluskirche verloren gegangen, da diese näher zum Verwaltungssitz der Landeskirche liegt.
Die Stadtkirche ist Konzerthaus, da sie mit ca. 1.200 Sitzplätzen einen der größten bestuhlbaren Räume Darmstadts beinhaltet. Zu diesen Konzerten gehören auch alle Aufführungen der Darmstädter Kantorei. Zum musikalischen Angebot kommen weitere künstlerische Veranstaltungen, wie Ausstellungen von Skulpturen und Bildern. Die Kirche ist außerdem selbst ein Kunstwerk: Neben der Architektur, die auch gotische Bauteile beinhaltet, sind Renaissance-Epitaphien und die barocke Fürstengruft zu besichtigen.
Hauptsächlich ist die Stadtkirche Gemeindekirche der Stadtkirchengemeinde mit etwa 2.500 Seelen. Diese umfasst die Innenstadt und das nördliche Kapellplatzviertel und wird umfasst von den Straßenzügen Stauffenbergstraße im Westen, Landgraf-Georg-Straße im Norden, Heinrichstraße im Süden und Wienerstraße im Osten. Nach dem Zweiten Weltkrieg wurde die Schlosskirchengemeinde, die die westliche Innenstadt umfasste, mit der Stadtkirchengemeinde vereinigt, die zuvor Pfarrkirche der Altstadt und der östlichen Stadtteile war. Mit den Kirchenbauprogrammen der Landeskirche in den 1950er und 1960er Jahren verlor die Gemeinde einen Großteil ihres ehemaligen Gemeindebezirkes an die Friedensgemeinde und die Südostgemeinde. Als Offene Kirche ist die Stadtkirche jeden Werktag geöffnet.
Außerdem ist die Stadtkirche immer noch eine Grablege: Zwar wurde der ehemals um die Stadtkirche herum angelegte Friedhof zu Beginn der Neuzeit vor die Stadtmauer verlegt. Geschaffen wurden unter der Kirche aber zahlreiche Grüfte, die Mitglieder des Darmstädter Fürstenhauses, Geistliche und Beamte aufnahmen. In der Fürstengruft unter dem Chor befinden sich die Särge der in Darmstadt beigesetzten Landgrafen, die früheren Regenten des Großherzogtums und ihre Familienangehörigen wurden ins Alte Mausoleum auf der Rosenhöhe umgebettet.

## Legenden
Es gibt verschiedene Legenden, die von einem Verbindungsgang zwischen Schloss und Stadtkirche berichten. Dieser soll unterirdisch auf direktem Wege verlaufen sein, und es den Fürsten erlaubt haben, die Gräber ihrer Vorfahren in der Kirche zu besuchen, ohne über den öffentlichen Marktplatz laufen zu müssen. Tatsächlich beginnt unter der Fürstengruft ein Tunnel, der allerdings heute verschüttet ist. Ob dieser aber bis zum Schloss führte ist zweifelhaft, da dies hohe Kosten verursacht hätte und vergleichsweise nur einen geringen Nutzen gehabt hätte.
Wahrscheinlicher ist es anzunehmen, dass der Verbindungsweg über den Wehrgang der Stadtmauer führte, diese begann schließlich am Schloss und führte auch direkt südlich der Stadtkirche vorbei.

## Geschichte
Die Baugeschichte der Stadtkirche lässt sich heute, zumindest für die frühe Zeit, nur noch schwer nachvollziehen. Durch die zahlreichen baulichen Veränderungen und die nachträgliche Schaffung von Grüften unter der Kirche sind bauliche Spuren von eventuellen Vorgängerbauten nur noch schwer zu finden, so dass man zur Rekonstruktion der Baugeschichte im Mittelalter fast ausschließlich auf textliche Quellen angewiesen ist. Erst ab dem 17. Jahrhundert ist das Aussehen der Kirche durch zahlreiche Stadtansichten und Bauzeichnungen fassbar.

### Mittelalter

Bauliche Entwicklung der Stadtkirche

Seit wann es an der Stelle der heutigen Kirche einen Sakralbau gab, ist nicht mehr festzustellen. Denkbar ist eine kontinuierliche Entwicklung mit der Siedlung Darmundestat, die im 12. Jahrhundert erstmals erwähnt wurde, vermutlich aber deutlich älter ist. Möglich ist aber auch, dass die Kirche erst mit dem Ausbau Darmstadt zu einer befestigten Stadt von einer Kapelle zur heutigen Form entwickelt wurde. Für diese These spricht, das der massive Kirchenbau den Verlauf der südlichen Flanke der Stadtmauer bestimmte und hier, an der höchsten Stelle der Altstadt, das Bessunger Tor verstärkte.
1330 erhielt Darmstadt die Stadtrechte, bald darauf begann der Ausbau der Stadt mit Stadtmauern, Graben und Marktplatz. 1369 muss schon eine Kapelle vorhanden gewesen sein, diese wurde in diesem Jahr von der Mutterkirche in Bessungen gelöst und eigenständige Pfarrkirche. Bis 1380 wurde eine Kirche mit Langhaus, Chor und Turm errichtet. Dass sie den Erwartungen und Ansprüchen der Stadt lange entsprach ist unwahrscheinlich. Bald setzten Erweiterungen und Umbauten ein. Ein Charakteristikum in der Baugeschichte beginnt schon hier. Bis weit ins 19. Jahrhundert hinein litt die Kirche unter Platzmangel. Ausbauten erfolgten immer auf Druck hin, jeweils dem Zeitgeschmack entsprechend, konnten die Ansprüche an Platz und Repräsentation aber nie völlig decken.
1430 oder 1480 errichtete man den bis heute erhalten spätgotischen Chor, erhöhte den Turm und nahm Veränderungen an der Dachlandschaft vor.

### Barock

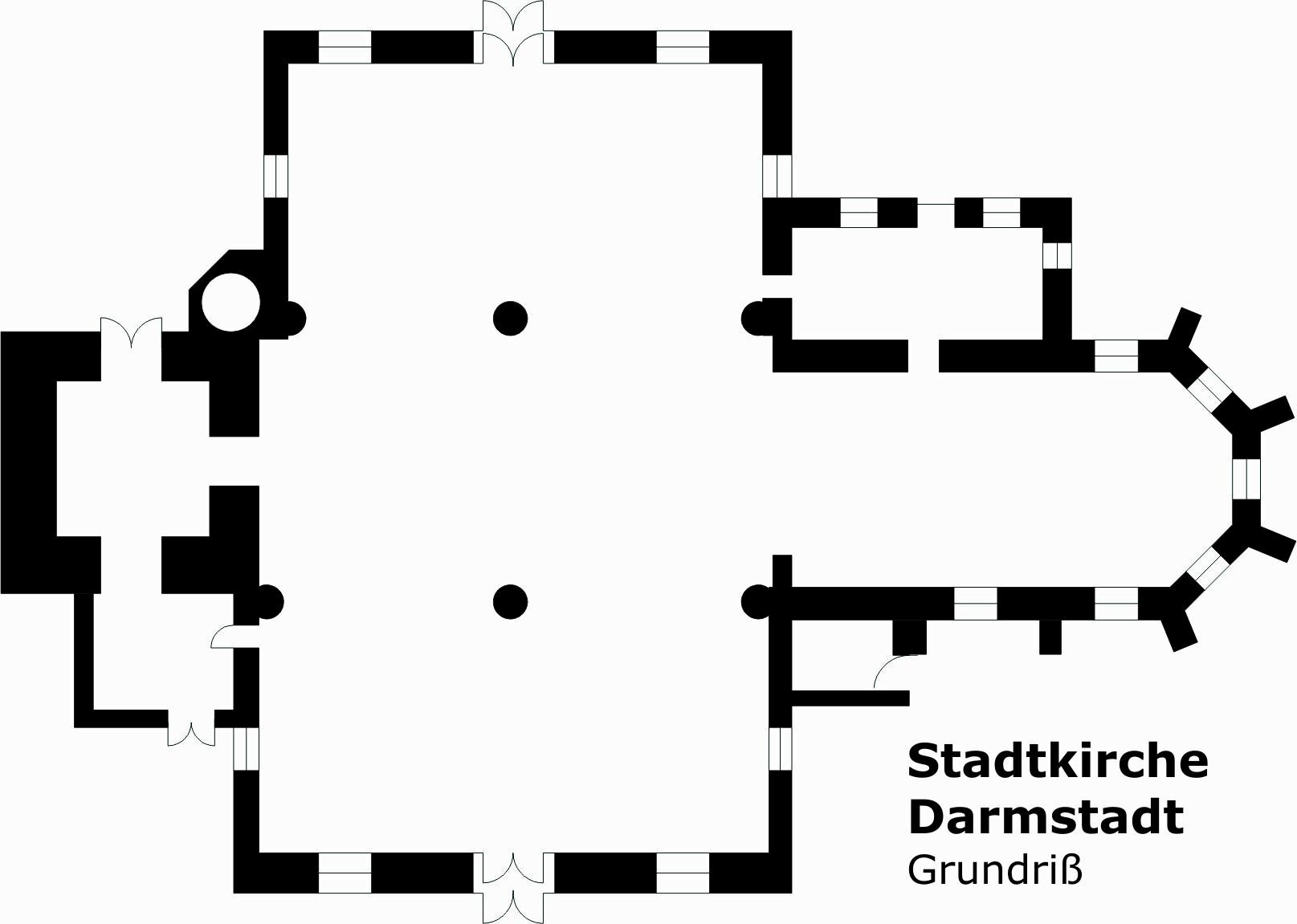
Grundriss der Stadtkirche

Bis ins 17. Jahrhundert blieb die Kirche äußerlich unverändert. 1479 wurde Darmstadt hessisch und somit wurden auch in der Stadtkirche die angebrachten Wappen ausgetauscht. Aus dieser Zeit datiert auch das älteste erhaltene Wappen der Stadt Darmstadt am Gewölbe des Chores. 1526 wurde die Kirche lutherisch. Das Marien-Patrozinium erlosch. Die Kirche ging in Stadtbesitz über. Bis heute sind die eindeutigen Besitzverhältnisse der Kirche ungeklärt.
1567 wurde Darmstadt Residenzstadt der neuen Landgrafschaft Hessen-Darmstadt. Damit ging ein rasches Wachstum der Stadt einher. Ab ca. 1600 wurde für Darmstadt eine zweite Pfarrkirche am Ballonplatz geplant, die aber wegen des Dreißigjährigen Krieges nicht verwirklicht werden konnte. Stattdessen erhielt die Stadtkirche 1631 eine neue Turmspitze mit welscher Haube und vier sogenannten „Knuwweltermscher“, die über zwei neuen massiven Obergeschossen errichtet wurde. Hier fand auch eine Türmer-Wohnung Platz. Zahlreiche noch heute vorhandene Epitaphe im Renaissancestil für Angehörige des Fürstenhauses im Chorraum weisen auf die Funktion der Kirche als Grablege der Fürsten hin.
Eine weitere wichtige Veränderung erfolgte 1687: Die mittelalterlichen Seitenschiffe wurden beseitigt, stattdessen erfolgte der Neubau zweier barocker Seitenschiffe, die der größeren Gemeinde mehr Platz boten. Man errichtete erstmals Emporen und ein Sitzgestühl. Auf Wunsch der Landgräfin wurde ein Fürstenstuhl errichtet, der eine Trennung zwischen Langhaus und Chor bewirkte. Dieser Einbau sollte die Macht der Fürsten repräsentieren. Die Gemeinde hatte fortan keinen Einblick mehr in den Chorraum, dessen Belichtungsfunktion für das Langhaus damit ebenfalls verloren ging.

### Klassizismus

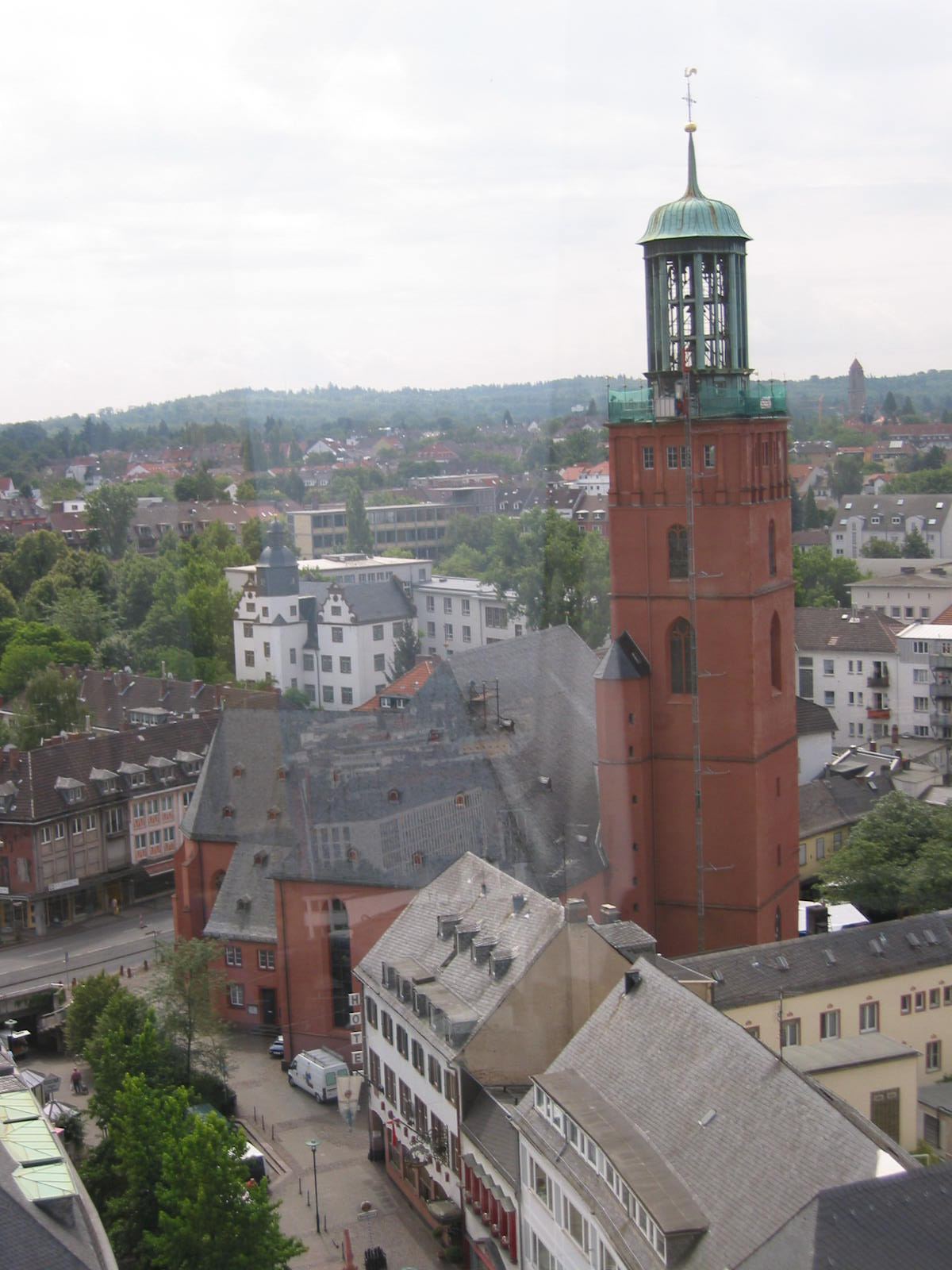
Blick auf die Stadtkirche vom Riesenrad auf dem Markt

1806 erfolgte der Aufstieg Hessen-Darmstadts zum erheblich vergrößerten Großherzogtum Hessen. Wieder wuchs die Einwohnerschaft beträchtlich. Nach dem Neubau der katholischen St.-Ludwigs-Kirche sollte auch die evangelische Gemeinde eine neue Kirche erhalten. Geplant wurde der Abbruch der inzwischen baufälligen Stadtkirche und der Neubau am Wilhelminenplatz. Nach Protesten plante der Landbaumeister Georg Moller dann einen massiven Umbau der Stadtkirche, der eine Umorientierung der Kirche in Nord-Süd-Richtung vorsah. Der Chor wäre zur Seitenkapelle geworden.
Auch dieser Plan wurde verworfen und Moller plante gemeinsam mit dem Stadtbaumeister Johannes Jordan einen der Tradition verpflichteten Umbau. Man plante zwar eine vollkommen neues Mittelschiff mit gleich hohen Seitenschiffen, behielt jedoch die Orientierung nach Osten bei. Man wählte einen gotisierenden Stil, der besser mit dem erhaltenen gotischen Chor harmonieren sollte. Dieses Projekt wurde, dank einer Stiftung des Großkaufmanns Johann Heinrich Fuhr, bis 1844 verwirklicht. Der Fürstenstuhl wurde wieder abgebrochen. Die Dachkonstruktion und Form erinnerte aber noch an den Vorgängerbau. Bewusst zeichnete sich das Mittelschiff mit Satteldach und die Seitenschiffe mit Zwerchdächern auch nach außen ab.
Es war üblich, dass in dem Kirchturm ein Musiker wohnte, dazu wurde Anfang des 19. Jahrhunderts Johann Daniel Weber (1784–1848) verpflichtet. Sein Sohn, der Maler Paul Weber, kam dort zur Welt.
1929 erfolgte eine Renovierung, bei der ein 1844 errichteter neuer Fürstenstuhl auf der Westempore entfernt wurde.

### Zweiter Weltkrieg
Bei Luftangriffen im Jahr 1943 und besonders am 11. September 1944 wurde die Stadtkirche stark beschädigt. Sämtliche Dächer und die Turmspitze brannten ab, alle Inneneinbauten des Turmes, des Mittelschiffes und der Seitenschiffe wurden vernichtet. Ebenfalls zerstört wurden die Holzgewölbe des Mittelschiffes und der Seitenschiffe sowie die Pfeiler. Erhalten blieben neben den Außenmauern überraschenderweise die Gewölbe des Chores und die wertvollen Epitaphien darin.

### Aufbau ab 1946

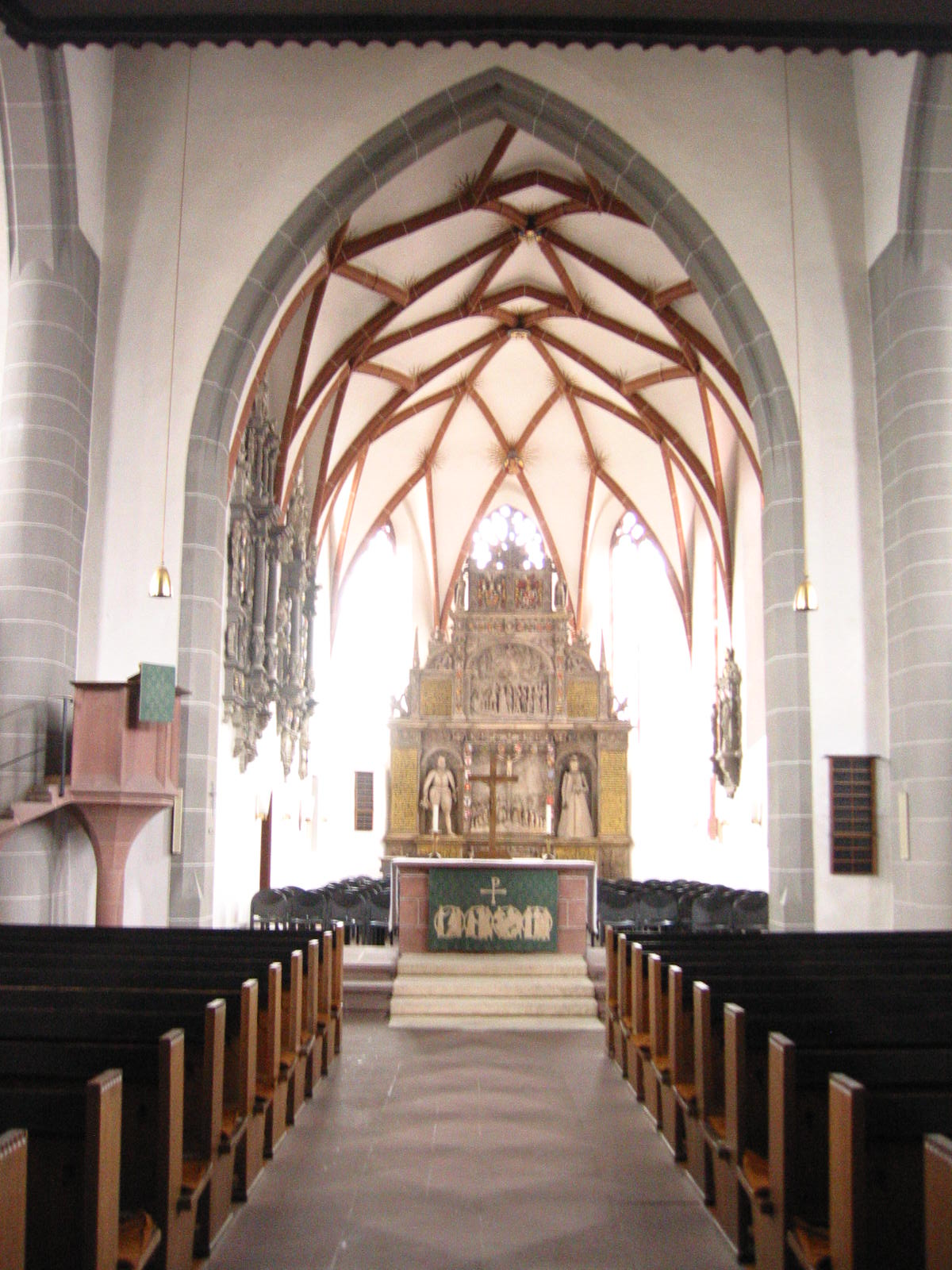
Innenansicht der Stadtkirche mit dem Epitaph für Landgraf Georg I. und Landgräfin Magdalena, welches den Chorraum dominiert

1946 wurde die Ruine der bereits im August 1944 vor der eigentlichen „Bombennacht“ zerstörten Kirche weiter gesichert und der Chorraum nutzbar gemacht. 1952 begann der Wiederaufbau gemäß den Plänen des Kirchenbaumeisters Karl Gruber. Er sah eine Verwendung aller Außenmauern vor. Nur die Seitenschiffe wurden um zwei Meter abgetragen. Das Mittelschiff und die Seitenschiffe erhielten ein gemeinsames mächtiges in Nord-Süd-Richtung orientiertes Walmdach. Dem Turm wurde ein neuer Turmhelm mit Laterne aufgesetzt, der das Glockenspiel aufnahm. Somit sollte eine bessere Hörbarkeit des Geläutes erzielt werden, waren die Glocken doch vorher im Turminneren und tiefer aufgehängt.
Im Innenraum wählte man einen zeitgemäßen Stil, der aber die traditionelle Trennung zwischen Mittelschiff und Seitenschiffen beibehielt. Hier wurden neue Pfeiler errichtet, die über je zwei Bögen die neue Flachdecke trugen. Auch Orgel, Emporen, Altare und Kanzel wurden neu errichtet. Stilistisch vergleichbar ist das Innere mit der gleichzeitig von Gruber wiederaufgebauten Stadtkirche von Groß-Gerau. 
Von den sechs Glocken, die vor dem Krieg im Turm hingen, wurden drei beim Luftangriff vollständig zerstört. Die anderen drei blieben auf dem Hamburger Glockenfriedhof erhalten, wohin sie während des Krieges zum Einschmelzen für die Rohstoffversorgung der Kriegswirtschaft gebracht wurden. Diese Glocken aus dem Jahre 1837 kamen zwar nach Darmstadt zurück, wurden jedoch für DM 7.500 an die Bessunger Petruskirche verkauft, um so 1950 den Bau der Chororgel zu finanzieren.
Die Stadtkirche benötigte für ihren neuen Glockenstuhl in der neuen Turmspitze ein neues Geläut, bestehend aus vier Bronzeglocken. Sie wurden 1956 von den Gebrüdern Rincker aus Sinn gegossen:
1. Gedächtnisglocke, Schlagton h°
2. Landgrafenglocke, Schlagton d'
3. Prälat-Diehl-Glocke, Schlagton e'
4. Gebetsglocke, Schlagton g'

## Ausstattung

### Epitaphien
Eine Besonderheit der Darmstädter Stadtkirche sind die zahlreichen im Chor angebrachten Epitaphien. Diese Denkmäler für verstorbene Angehörige des Fürstenhauses wurden seit 1589 in der Kirche angebracht. Die letzte Gedenktafel wurde 1972 montiert. Zu sehen sind heute unter anderem noch folgende Epitaphien:
- Epitaph für Landgraf Georg I. und Landgräfin Magdalena zur Lippe: Das auffälligstes Epitaph ist gleichzeitig das größte Denkmal seiner Art in der Stadtkirche. Es wurde 1589 fertiggestellt und erinnert an den ersten Regenten der Landgrafschaft Hessen-Darmstadt und an seine erste Frau. In Renaissanceformen zeigt es Figuren der beiden Adligen, die Wappen ihrer Vorfahren sowie zahlreiche Inschriften. Besonders interessant ist die Darstellung in der Mitte: Während das zu Füßen des gekreuzigten Jesus betende Fürstenpaar in diesem Relief ein zweites Mal auf dem Epitaph gezeigt wird, kann man im Hintergrund erkennen, dass das Himmlische Jerusalem deutliche Züge Darmstadts trägt. Die Häuser stellen die Renaissancebauten der Neuen Vorstadt dar. Das Epitaph nimmt den Ort des mittelalterlichen Marienaltares ein. Es schließt den Chor nach Osten ab und versperrt den Blick auf das Ostfenster. Damit kopiert das Denkmal die räumliche Disposition des bereits 1567 fertiggestellten Grabdenkmals für Georgs Vater, Landgraf Philipp von Hessen in der Kasseler Martinskirche.[6] Dort wird das Andenken an den Begründer der Reformation in Hessen an die Stelle des ursprünglichen vorreformatorischen Hochaltars gesetzt. Eine ähnliche bauliche aber jüngere Lösung findet sich in der Morizkirche in Coburg.
- Epitaph für Erbprinz Philipp Wilhelm – geschaffen 1576
- Epitaph für Prinzessin Maria von Braunschweig – geschaffen 1610
- Epitaph für Landgräfin Eleonore von Hessen-Darmstadt – geschaffen 1618
- Epitaph für Prinz Georg Wilhelm von Hessen-Darmstadt
- Denkmal für Luise von Preußen – geschaffen 1931
- Denkmal für Ludwig von Hessen und bei Rhein – geschaffen 1972. Es erinnert an das letzte männliche Glied des Darmstädter Fürstenhauses.

### Grüfte
Eine weitere Besonderheit der Stadtkirche sind die zahlreichen Gruftanlagen, die sich fast unter dem gesamten Bauwerk erstrecken. Begräbnisstätten für Pfarrer und Bürger befinden sich unter der Turmhalle, unter dem Mittelschiff und unter den Seitenschiffen. Diese Anlagen sind heute im Gegensatz zu den Grüften unter dem Chor nicht mehr zugänglich. 
Unter dem Chor der Stadtkirche befindet sich die sogenannte Fürstengruft. Diese Anlage wurde im 16. Jahrhundert angelegt. Sie besteht aus zwei Kammern, die zusammen einen L-förmigen Grundriss ergeben. Eine Falltür im südöstlichen Chorbereich stellt den Zugang zur Treppe in die vordere Kammer dar. Beide Kammern wurden mit Tonnengewölben mit barocken Stuckdecken ausgestattet. Die heutige Anordnung der Särge in der Fürstengruft der Stadtkirche geht auf die Zeit nach 1910 zurück. Großherzog Ernst Ludwig ließ damals die Särge aller Großherzöge und ihrer Familienangehörigen aus der Fürstengruft zur Grablege auf der Rosenhöhe überführen und in den beiden dort errichteten Mausoleen beisetzen. In der Fürstengruft blieben die Särge der Landgrafen und ihrer Familienangehörigen zurück.

### Orgeln

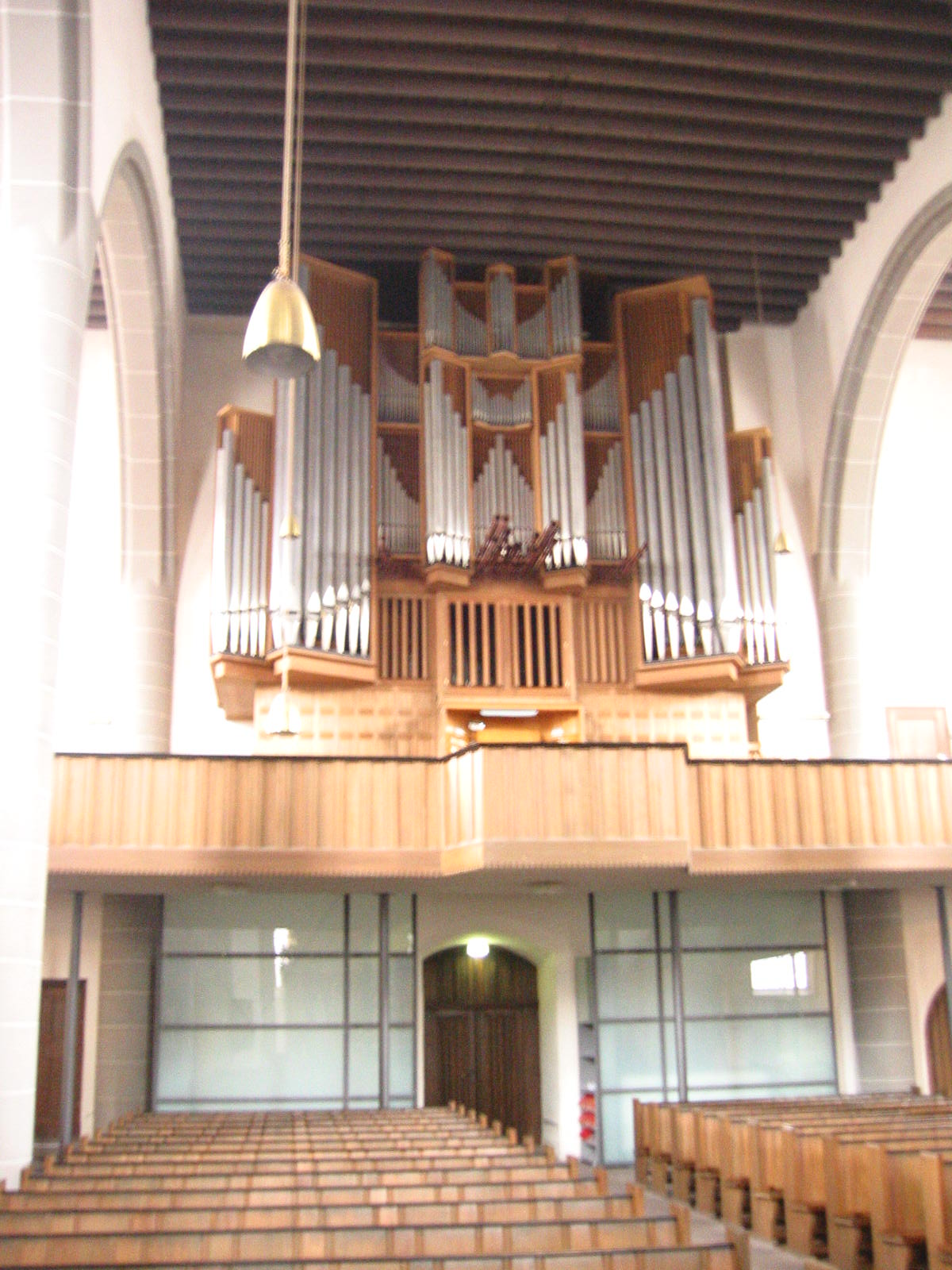
Orgelprospekt mit Westempore

Die Stadtkirche besaß Orgeln seit etwa 1600. Im Zug des Wiederaufbaus 1950 entstand eine 13-registrige Chororgel, die 1961 durch eine Hauptorgel auf der Westempore abgelöst wurde. Diese wurde von der Orgelbaufirma Bosch als neobarockes Instrument mit 49 Registern und 3.374 Pfeifen gebaut. 2006 erfolgte eine umfassende Sanierung durch die Orgelbaufirma Rensch. Sie besitzt mechanische Spiel- und elektrische Registertraktur und hat seitdem folgende Disposition:
| I Hauptwerk C–g3   |       |
| Gedacktpommer      | 16′   |
| Prinzipal          | 8′    |
| Spitzflöte         | 8′    |
| Octave             | 4′    |
| Prinzipalquinte    | 2 ⁄3′ |
| Koppelflöte        | 4′    |
| Oktave             | 2′    |
| Schwiegel          | 2     |
| Cornet V           |       |
| Mixtur V           |       |
| Trompete           | 8′    |
| Spanische Trompete | 8′    |

| II Oberwerk C–g3 |        |
| Holzgedackt      | 8′     |
| Flöte            | 8′     |
| Prinzipal        | 4′     |
| Rohrflöte        | 4′     |
| Nasard           | 2 ⁄3′  |
| Oktave           | 2′     |
| Waldflöte        | 2′     |
| Terz             | 1 3⁄5′ |
| Prinzipalflöte   | 1 ⁄3′  |
| Scharff IV       | 2′     |
| Dulzian          | 16′    |
| Fagott/Oboe      | 8′     |
| Helltrompete     | 4′     |

| III Brustwerk C–g3 |       |
| Quintade           | 8′    |
| Spitzgedackt       | 8′    |
| Holzprinzipal      | 4′    |
| Spitzflöte         | 4′    |
| Prinzipal          | 2′    |
| Quintflöte         | 1 ⁄3′ |
| Sifflöte           | 1′    |
| Salicional         | 8′    |
| Musette            | 8′    |
| Schalmei           | 4′    |
|                    |       |
| Tremulant          |       |

| Pedal C–f1          |         |
| Prinzipal           | 16′     |
| Subbass             | 16′     |
| Quintbass           | 10 2⁄3′ |
| Bassflöte           | 8′      |
| Harfenprinzipal     | 8′      |
| Choralbass          | 4′      |
| Rohrgedackt         | 4′      |
| Nachthorn           | 2′      |
| Rauschwerkmixtur II |         |
| Mixtur III          |         |
| Posaune             | 16′     |
| Cornet              | 2′      |
| Basstrompete        | 8′      |
| Dulzian             | 4′      |

- Koppeln: I/II, I/III, II/III, P/I, P/II, P/III.
- Spielhilfen: Zungen- und Handregister abschaltbar.

### Wappen

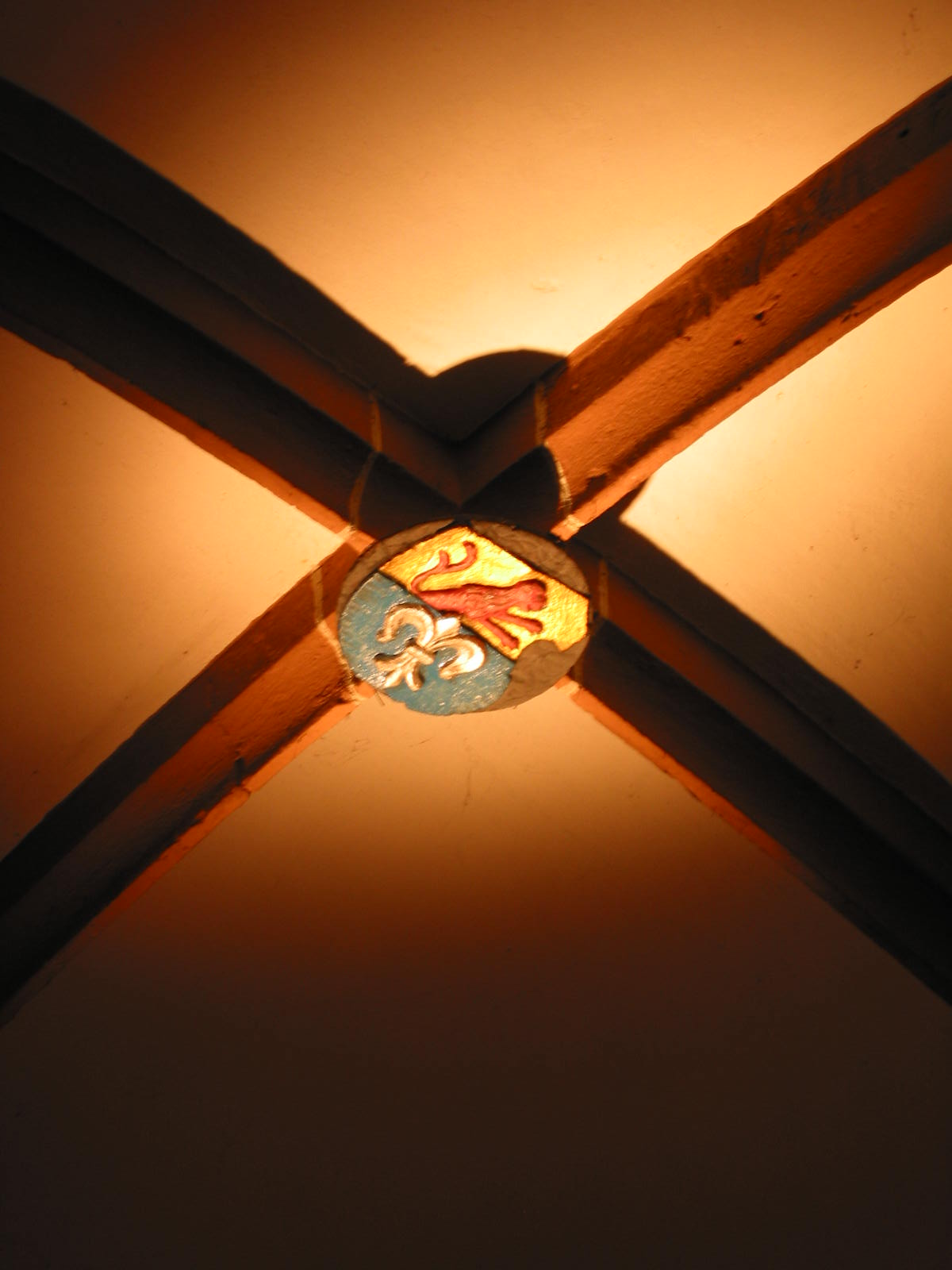
Stadtwappen über der Turmhalle

Zahlreiche Wappen schmücken die Kirche und dienen teilweise als Schlussstein der Gewölbe, teilweise sind sie auch auf den Epitaphien zu sehen. Für die Stadtgeschichte Darmstadts sind drei von besonderer Bedeutung:
- Ältestes erhaltenes Stadtwappen Darmstadts als Schlussstein im Gewölbe der Turmhalle westlich des Hauptschiffes.
- Hessisches Wappen als Schlussstein im Gewölbe des Chores – es dokumentiert den Übergang der Stadt an Hessen.
- Katzenelnbogisches Wappen auf einem Außenpfeiler auf der Ostseite der Apsis des Chores – es dokumentiert die Zugehörigkeit Darmstadts zur Grafschaft Katzenelnbogen.

### Aussichtsplattform
Die Aussichtsplattform des Turms kann an bestimmten Tagen sowie im Rahmen von angemeldeten Führungen bestiegen werden und bietet einen guten Rundblick über Darmstadt, Rheinhessen, den Taunus und die Rhein-Main-Region.